# 김우진의 영화처럼
김우진의 영화처럼은 G1 Fresh FM(원주 103.1 춘천 105.1 강릉 106.1 태백 99.3 평창 88.3, 평창 방림 90.5, 속초 101.3MHz)에서 매주 토요일 ~ 일요일 밤 11시부터 자정까지 방송되는 라디오 프로그램이다.

## 진행
- 김우진 아나운서 (남)

## 역대 진행
- 박선영 아나운서 (여) - 현 연합뉴스TV 아나운서

## 같이 보기
- G1방송
- G1 Fresh FM
- SBS 파워FM
- 딘딘의 뮤직하이